# Protogene
Protogene (in greco antico: Πρωτογένης?; Cauno, 370 a.C. circa – III secolo a.C.) è stato un pittore greco antico nativo della Caria.

## Vita e opere
La fonte letteraria principale per la biografia di Protogene è Plinio (Nat. hist., XXXV, 101) che lo dice (come Pausania il Periegeta) nato a Cauno. Di origini povere non si conosce il nome del suo maestro. Visse a Rodi dove si dice fosse principalmente pittore di navi; trascorse un certo periodo a Atene dove dipinse per la pinacoteca le personificazioni di due triremi ateniesi (Hammonias e Paralos) con le navi dipinte sullo sfondo. Ancora per gli ateniesi dipinse i ritratti di alcuni funzionari locali; dipinse il ritratto della madre di Aristotele e su invito di quest'ultimo trascorse un certo periodo alla corte macedone dove ritrasse Alessandro Magno come Dioniso.
Tra le sue opere più note viene ricordato uno Ialiso, mitico eroe rodio, fondatore della città omonima. Quest'opera fu dipinta da Protogene quattro volte, una sull'altra, allo scopo di garantirne la durata, o forse in quattro redazioni; non è chiaro cosa intendesse Plinio, ma la narrazione è tesa a comprovare l'incontentabilità dell'artista, l'estrema sua puntigliosità.
Fu apprezzato da Apelle il quale si fece promotore dell'arte dell'amico e per dimostrare ai rodiesi quanto sottovalutassero il loro concittadino, ne comprò alcuni dipinti spargendo poi voce che li avrebbe rivenduti come fossero suoi. È noto sempre da Plinio l'aneddoto relativo al primo incontro tra Apelle e Protogene, tendente a sottolineare le doti di Apelle e la stima reciproca tra i due pittori (Nat. hist., XXXV, 81). Un altro estimatore dell'arte di Protogene dovette essere Demetrio Poliorcete il quale doveva aver apprezzato il ritratto che Protogene fece di Antigono, suo padre, forse opera bronzea. Demetrio, sostiene Plinio, avrebbe usato ogni accorgimento per non disturbare l'opera dell'artista e per proteggere i suoi lavori durante l'assedio di Rodi nel 305-304 a.C. Tra questi, oltre allo Ialiso, la figura di un Satiro anapauomenos che Protogene aveva dipinto probabilmente ispirandosi a Prassitele.
L'attività di scultore di Protogene (Nat. hist., XXXIV, 91), alla quale si è accennato, sembra da collegarsi alla conoscenza di Lisippo.
L'ultima sua opera dovette essere il ritratto di Filico di Corcira, il poeta tragico rappresentato in meditazione, eseguito intorno al 290 a.C., che attesta non solo la fase finale della carriera del pittore, ma anche i suoi contatti con l'ambiente alessandrino.

### Protogene e Apelle

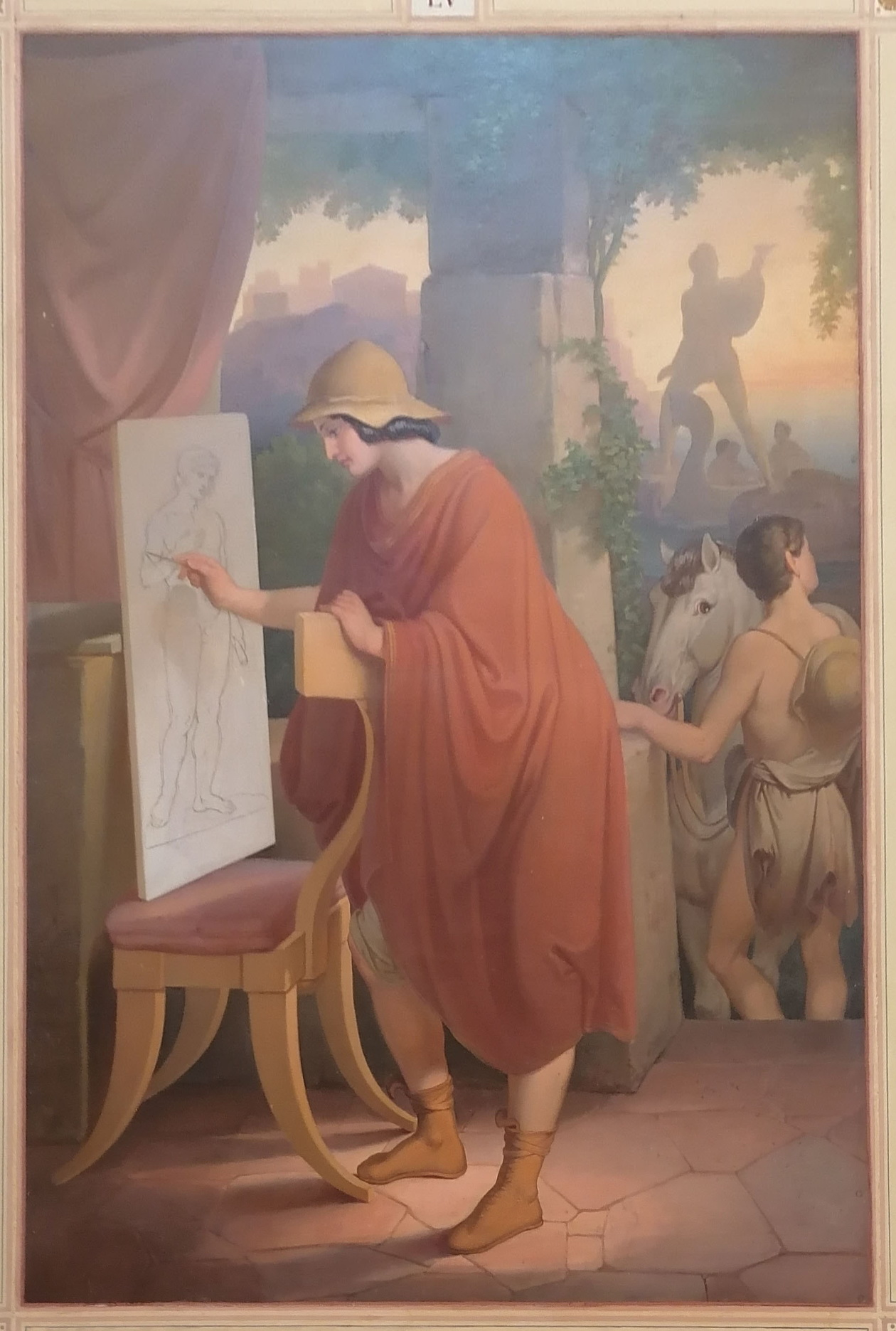
La contesa tra Protogene e Apelle, affresco nella Galleria della pittura antica al Nuovo Ermitage.

Plinio il Vecchio, nel libro XXXV della sua Naturalis Historia, narra che Apelle, trovandosi a passare per Rodi e volendo conoscere Protogene, lo andò a trovare. Nell'atrio della sua casa vi era una tela in bianco e Apelle, non avendo trovato Protogene in casa, tracciò una linea orizzontale sottilissima lungo la tela, dicendo alla vecchia che custodiva la casa di riferire a Protogene che era passato a trovarlo uno capace di tracciare quella sottilissima linea.
Ritornato, Protogene vide la linea, e, pur non conoscendo di persona Apelle, lo riconobbe subito come autore di quel segno; quindi anch'egli tracciò un'altra linea più sottile, all'interno di quella di Apelle, volendo significare di accettare la singolare sfida; e disse alla vecchia di riferire ad Apelle, se fosse tornato, che colui che quello cercava era il pittore capace di tracciare quella linea, che aveva diviso la sua.
Il giorno dopo, Apelle, passando di nuovo a un orario in cui Protogene non c'era, visto il suo segno sottilissimo, ne tracciò un altro ancora più esile, che divise ulteriormente le linee prima tracciate, senza lasciare spazio per altre linee più sottili.
Protogene, di ritorno, capì di aver perso la sfida, e andò personalmente a cercare Apelle per tutta Rodi per complimentarsi con lui.
Si narra che il quadro divenne tanto celebre che la gente veniva da lontano per ammirarlo e rimase esposto per molti anni a simbolo di questa singolare tenzone.